# Аканторипсалис
Аканторипсалис (лат. Acanthorhipsalis) — род растений семейства Кактусовые.
От др.-греч. ἄκανθα — колючка и ῥίψ — плетёнка, циновка.

## Описание
Род включает шесть видов сильного разветвлённых эпифитных кустарников. Стебли цилиндрические, плоские или трёхгранные, 20—60 см длиной, за исключением Acanthorhipsalis paranganiensis, у которого они достигают 2—4 м длиной. Листовидные побеги светло- или ярко-зелёные, 2—6 см шириной. У аканторипсалисов (в отличие от рипсалисов) в ареолах имеются тонкие щетинки и небольшое количество войлока.
Цветки белые, оранжевые или красные, воронковидные, 1,5—2 см в диаметре. Плоды оранжевые, розовые, карминные, шаровидной или несколько удлинённой формы, 1—1,5 см в диаметре. Семена крупные, коричневые.
Культивируются как ампельные растения аналогично рипсалисам. Рекомендуются для коллекций.

## Распространение
Род Аканторипсалис распространён в Перу, Боливии и на северо-востоке Аргентины. Растут в тропических областях.

## Систематика
- Аканторипсалис одноколючковый (Acanthorhipsalis monacantha)